# Quiz (Unternehmen)
Quiz ist ein britisches Handelsunternehmen für Fast Fashion, das vor allem auf den britischen Inseln aktiv ist und günstige Abendkleidung für Frauen anbietet.

## Geschichte
Der pakistanische Vater des Gründers Tarak Ramzan betrieb in Glasgow ein Schneidereiunternehmen, dessen Leitung Ramzan 1981 übernahm. Es beschäftigte in den 80er Jahren etwa 200 Menschen und belieferte große Handelsketten. Ramzan erzählt, dass er die Veränderungen in der schottischen Textilindustrie erkannte und daher 1994 ein erstes Quiz-Ladengeschäft in Glasgow eröffnete. Dort verkaufte er Mode für junge Frauen aus eigener Herstellung und von anderen Firmen. In den nächsten Jahren wurde der Modehandel im Vergleich zur Schneiderei immer wichtiger. 2003 beschäftigte das Unternehmen Tarak Clothing acht Menschen in der Fabrikation und 320 in den über 40 Läden und der Verwaltung. 2007 expandierte das Unternehmen nach Irland, Dubai und Saudi-Arabien, während die Umsätze bei über 23 Mio. Pfund stagnierten.
Im März 2009 meldete die Holdinggesellschaft Tarak Clothing Insolvenz an, Ramzans Familie konnte aber mit der Gesellschaft KAST Retail 44 der 48 Quiz-Filialen in einen sogenannten pre-pack deal  zurückkaufen.
Am 28. Juli 2017 ging das Unternehmen an den AIM der Londoner Börse. Zu diesem Zeitpunkt betrieb die Modekette 73 Läden, 165 Concession-Flächen und Onlineshops im Vereinigten Königreich und in Irland. Mit dem Börsengang wurde die Familie Ramzan zu einer der reichsten Schottlands.
Im Sommer 2020 berichtete die Times of London, dass Angestellte bei einem Zulieferunternehmen in Leicester Stundenlöhne weit unter dem Mindestlohn erhielten. Quiz beendete die Geschäftsbeziehung daraufhin.

## Eigentümer
Großaktionäre von Quiz sind (Stand Ende April 2023):
- Tarak Ramzan: 20,4 %
- Stonehage Fleming Family & Partners: 13,3 %
- Interactive Investor: 8,4 %
- Hargreaves Lansdown Asset Management: 7,1 %
- Omar Aziz: 6,4 %
- Kasim Akram: 6,3 %
- Schroder Investment Management: 6,1 %
- Sheraz Ramzan: 5,3 %
- Mussarat Ramzan: 5,2 %
- Haris Ramzan: 5,0 %